# San Miguel (Chili)

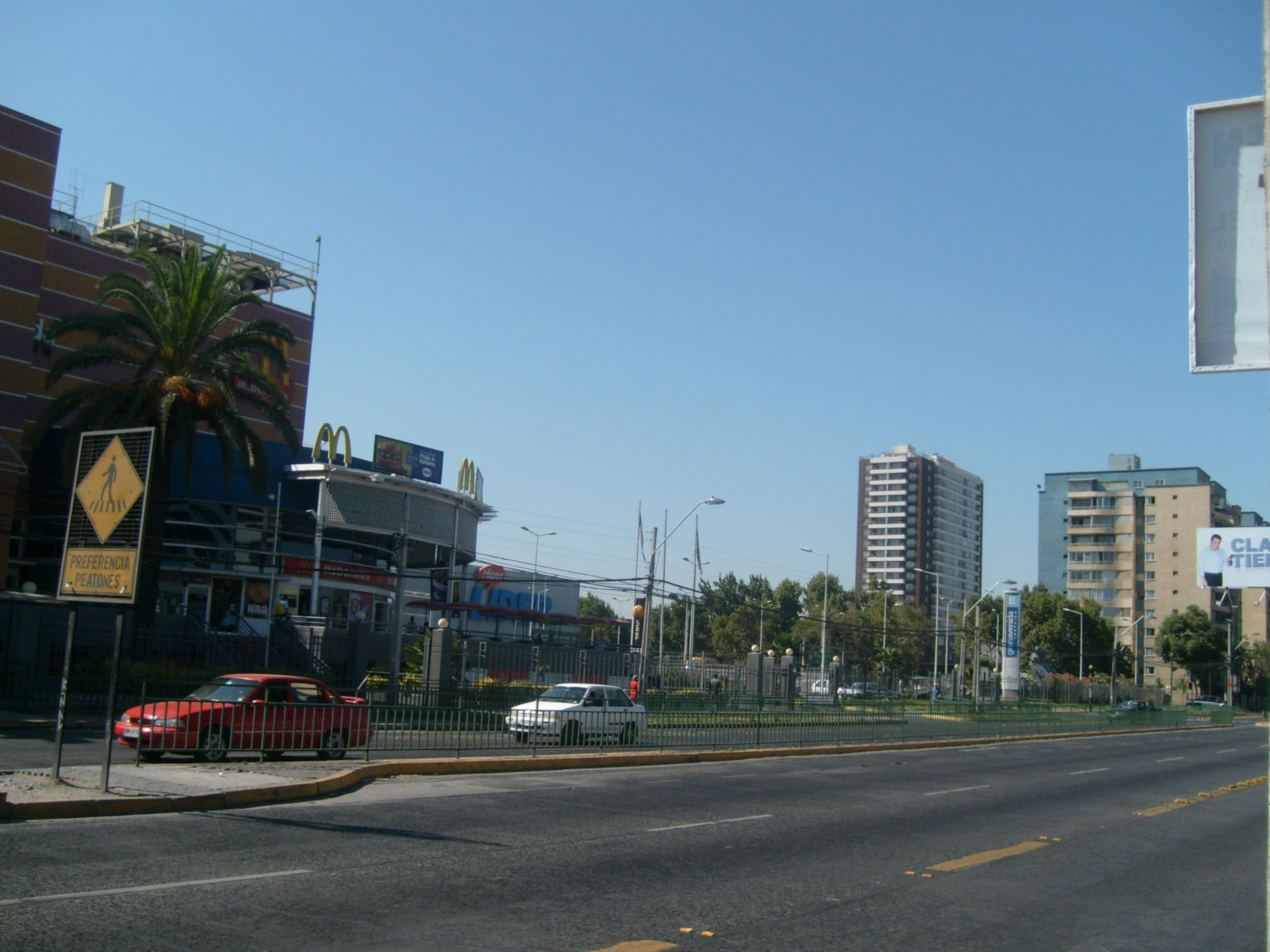

San Miguel is een gemeente in de Chileense provincie Santiago in de regio Región Metropolitana. San Miguel telde 107.954 inwoners in 2017.